# Marcus Higley
Marcus Higley (Yeovil, 16 mei 1974) is een Engelse golfprofessional.
Higley werd al op 17-jarige leeftijd professional. Hij speelde op de Europese Challenge Tour totdat hij in 2006 het Thomas Bjørn Open won en aan het einde van dat seizoen naar de Europese Tour promoveerde. Hoewel hij bij het Saint-Omer Open op de tweede plaats eindigde, vielen de resultaten tegen en verloor hij zijn spelerskaart. In de Challenge Tour van 2008 eindigde hij hoog genoeg om weer naar de Europese Tour te promoveren.
In 2009 speelde hij 18 toernooien, w.o. het KLM Open, waar hij het baanrecord van de Kennemer Golf & Country Club verbeterde met een score van 63. Hij werd dat jaar 4de bij de SAS Masters en 3de bij het Open de Lyon, maar verloor zijn spelerskaart opnieuw. Tot eind 2012 speelde hij op de Challenge Tour.

## Gewonnen
- 2006: Thomas Bjørn Open